# رودولف فن ایرینگ
رودولف فن ایرینگ  (انگلیسی: Rudolf von Jhering؛ ۲۲ اوت ۱۸۱۸ – ۱۷ سپتامبر ۱۸۹۲) یک شوالیه اهل آلمان بود.